# 松代站 (長野縣)
松代站（日语：／ Matsushiro eki */?）是位於長野縣長野市松代町岩野，長野電鐵的屋代線車站（廢站）。在2012年4月1日，隨著屋代線廢線，此站也被廢除。此站的車站編號為Y6。
在廢線後，車站大樓和月台等設備仍然存在，用作觀光詢問處和巴士候車室。路軌已經撤走，舊站變成松代城公園的停車場。以下將會記述車站現役時的情況。

## 歷史
- 1922年（大正11年）6月10日 - 河東鐵道車站啟用[1]。
- 1926年（大正15年）9月30日 - 河東鐵道與長野電氣鐵道合併，長野電鐵成立。此站成為長野電鐵河東線的車站。
- 1973年（昭和48年）4月1日 - 結束處理貨物。
- 1983年（昭和58年）8月14日 - 結束處理手提小行李。
- 2002年（平成14年）9月18日 - 路線名稱改為屋代線。
- 2012年（平成24年）4月1日 - 屋代線廢除，此站也被廢除[1]。

## 車站構造
截至車站廢除前，車站是一座地面車站，設有2面3線的混合式月台（單式月台、島式月台）和留置線。此站是有人車站（職員當值時間：7:00-21:00）。在戰時中因被指定為不要不急線而暫定暫停營業，但是由於需要建設松代大本營而取消暫停營業。此站變成貨運車站。當時建設了留置線。另外，只要向職員申請，便可於此站租賃單車（17:00前）。

### 月台
| 月台 | 路線    | 上下行 | 方向               | 備註                               |
| ---- | ------- | ------ | ------------------ | ---------------------------------- |
| 1    | ■屋代線 | 上行   | 綿內、屋代方向     | 只有早上和深夜從此站出發的列車使用 |
| 1    | ■屋代線 | 下行   | 信濃川田、須坂方向 | 只有早上和深夜從此站出發的列車使用 |
| 2    | ■屋代線 | 上行   | 綿內、屋代方向     |                                    |
| 3    | ■屋代線 | 下行   | 信濃川田、須坂方向 |                                    |

最近車站大樓的月台是3號月台。

## 車站周邊

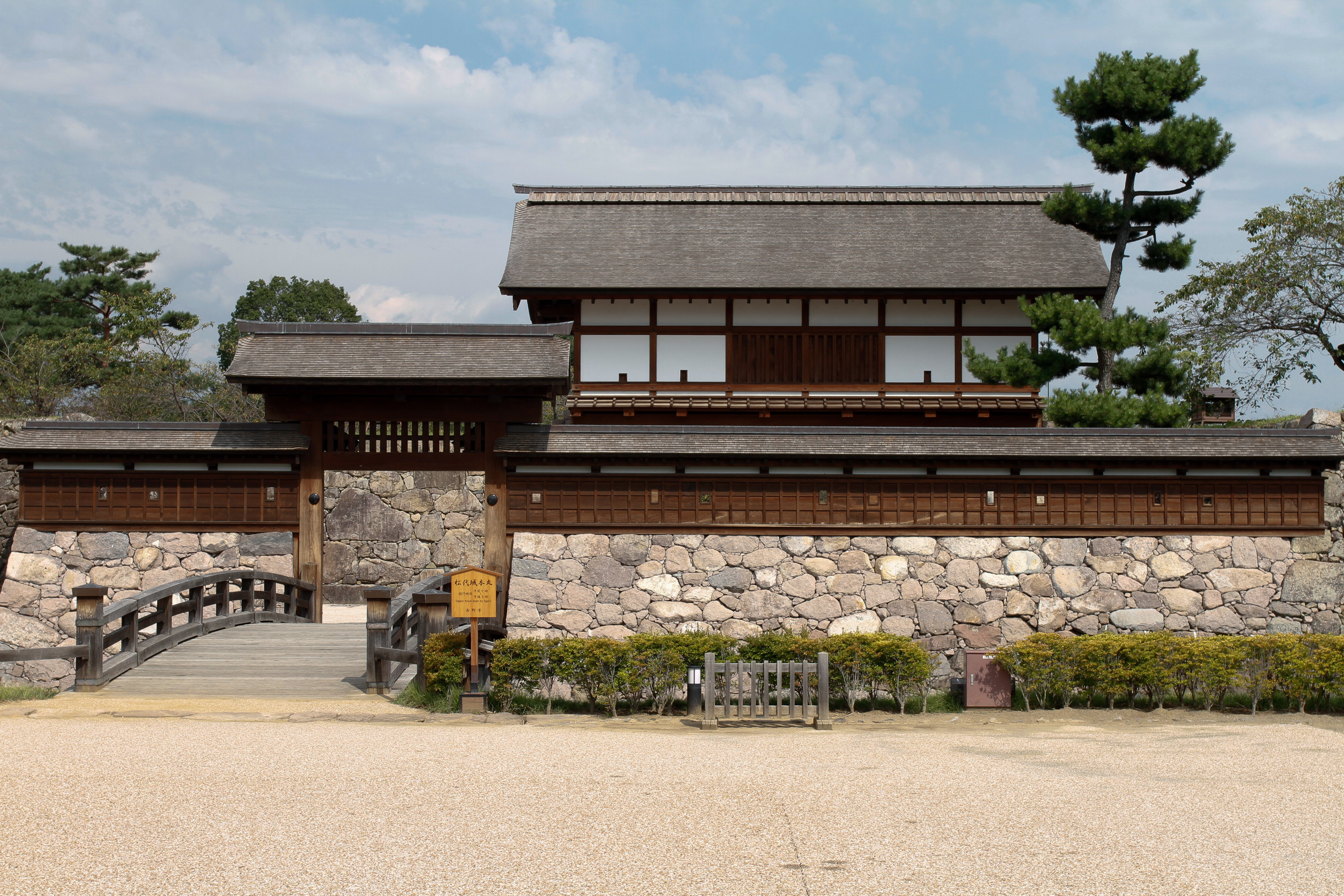
松代城址

- 松代城（海津城）址[1]
- 真田寶物館（日语：真田宝物館）
- 文武學校（日语：文武学校）
- 松代藩鐘樓（日语：松代藩鐘楼）
- 松代大本營蹟（日语：松代大本営跡）
- 國道403號（日语：国道403号）（谷街道）
- 池田滿壽夫美術館（日语：池田満寿夫美術館）
- 松代郵局
- 長野市立松代中學
- 長野市立松代小學
- 長野松代綜合醫院（日语：長野松代総合病院）
- 松代溫泉（日语：松代温泉）（加賀井溫泉）[1]

## 巴士路線
站前設有Alpico交通（川中島巴士）、長電巴士、長野市合乘的士、巡回號（日语：ぐるりん号 (長野市)）松代站巴士站。
- Alpico交通
  - 30 長野站 - 縣廳前 - 丹波島橋南（日语：丹波島橋） - 川中島古戰場（日语：川中島古戦場）  - 長野交流道前 - 松代站 - 松代高校（日语：長野県松代高等学校）
  - 48 長野站 - 市政廳前（日语：長野市役所） - 文化學園前（日语：文化学園長野中学校・高等学校） - 綱島（日语：青木島町#青木島町綱島） - 金井山 - 松代站 - 松代高校
  - 139 松代八十二銀行前 - 松代站 - 松代溫泉 - 赤柴上
- 長電巴士
  - 屋代線替代巴士 須坂站 - 井上 - 若穗醫院 - 川田站 - 松代站 - 岩野 - 屋代站
- 長野市合乘的士
  - 大室線 松代站 - 柴 - 金井山站 - 大室站 - （信濃川田站）
  - 松代西條線 松代站 → 象山紀念館（日语：象山記念館） → 地震觀測所入口 → （入組南） → 青垣公園入口 → … → 松代站
- 松代巡回號
  - M 松代莊（日语：松代温泉）(M-01) - 信州松代ROYAL HOTEL（日语：DAIWA ROYAL HOTEL）(M-03) - 長國寺（日语：長国寺 (長野市)）入口(M-05) - 松代站(M-08) - 松代藩文武學校（日语：文武学校）(M-10) - 象山神社（日语：象山神社）(M-12)

## 使用狀況
以下為一年總乘車人次和1日平均乘車人次列表：
- 2006年度　107,648人 ： 295人/日
- 2007年度　106,221人 ： 290人/日
- 2008年度　110,009人 ： 301人/日
- 2009年度　105,466人 ： 289人/日
- 2010年度　121,696人 ： 333人/日

## 相鄰車站
長野電鐵
■屋代線
象山口（Y5）－松代（Y6）－金井山（Y7）

## 注腳
1. 1 2 3 4 5 6 7 8 9 10 11 12  信濃毎日新聞社出版部. . 信濃毎日新聞社. 2011-07-24: 296. ISBN 9784784071647 （日语）.
2. ↑  長野市統計書

## 外部連結
- 信州松代觀光情報 （页面存档备份，存于）（日語）
- 長電巴士 屋代須坂線，存于（日語）
- Alpico集團 松代站 巴士乘車處資訊 （页面存档备份，存于）（日語）